# Vincze Tamás
Vincze Tamás (Budapest, 1953. június 29. –) magyar zenész, ütőhangszeres.

## Életpályája
Budapesten született, testvére Vincze Viktória énekesnő. Édesanyjuk olasz származású. Gyermekkorában, egy kéztörés miatt kipróbálta a gitárt, de végül mégis a doboknál maradt.
Kovács Gyula tanár úrnál tanulta meg az ütőhangszerek megszólaltatását. Az iskolai Ki mit tud-okon is részt vett. Kezdetben nővére gitáros-énekes fellépéseit kísérte kongával. Dobosként, zenei pályafutását olyan rövidéletű formációkban kezdte, mint a Soltész Rezső vezette  Oxigén együttes, vagy az Expedíció együttes, majd a Gerendás Péter által vezetett Láma együttes tagja lett. Később vendége volt Zoránnak, az LGT-nek, játszott az R-GO együttessel, és a Neotonnal is. 1982-től tagja volt a Viki és a Flört együttesnek, amellyel  bejárták a világot. A zenekarban nemcsak dobolt, hanem a csapat fellépőruháit ő tervezte. Zenészként mindig meghívással került egy-egy zenekarhoz. Több évtizede Demjén Ferenc kísérőzenekarának egyik állandó zenésze. Számos hazai előadó lemezén működött közre. Saját maga hangszereket is készít.